# Juvignies
Juvignies est une commune française située dans le département de l'Oise, en région Hauts-de-France.

## Géographie

### Description
Juvignies est un village rural du Beauvaisis dans l'Oise, situé à 10 km à vol d'oiseau au nord de Beauvais, 26 km à l'est de Gournay-en-Bray, 10 km de Crèvecœur-le-Grand et 25 km à l'ouest de Saint-Just-en-Chaussée.
Louis Graves indiquait en 1830 que « le territoire de cette commune est. divisé par un profond ravin, nommé la vallée de Juvignies, qui se dirige du N. au S. vers Troissereux. Le village est bâti sur le côté oriental de cette vallée; il est presqu'entièrement couvert de chaume »

### Communes limitrophes
Les communes limitrophes sont  Blicourt, Luchy, Maisoncelle-Saint-Pierre, Muidorge, Pisseleu et Verderel-lès-Sauqueuse.
| Blicourt               |                        | Luchy                    |
| Verderel-lès-Sauqueuse | Juvignies              | Muidorge                 |
| Verderel-lès-Sauqueuse | Verderel-lès-Sauqueuse | Maisoncelle-Saint-Pierre |

### Hydrographie
La commune est située dans le bassin Seine-Normandie. Elle n'est drainée par aucun cours d'eau,.

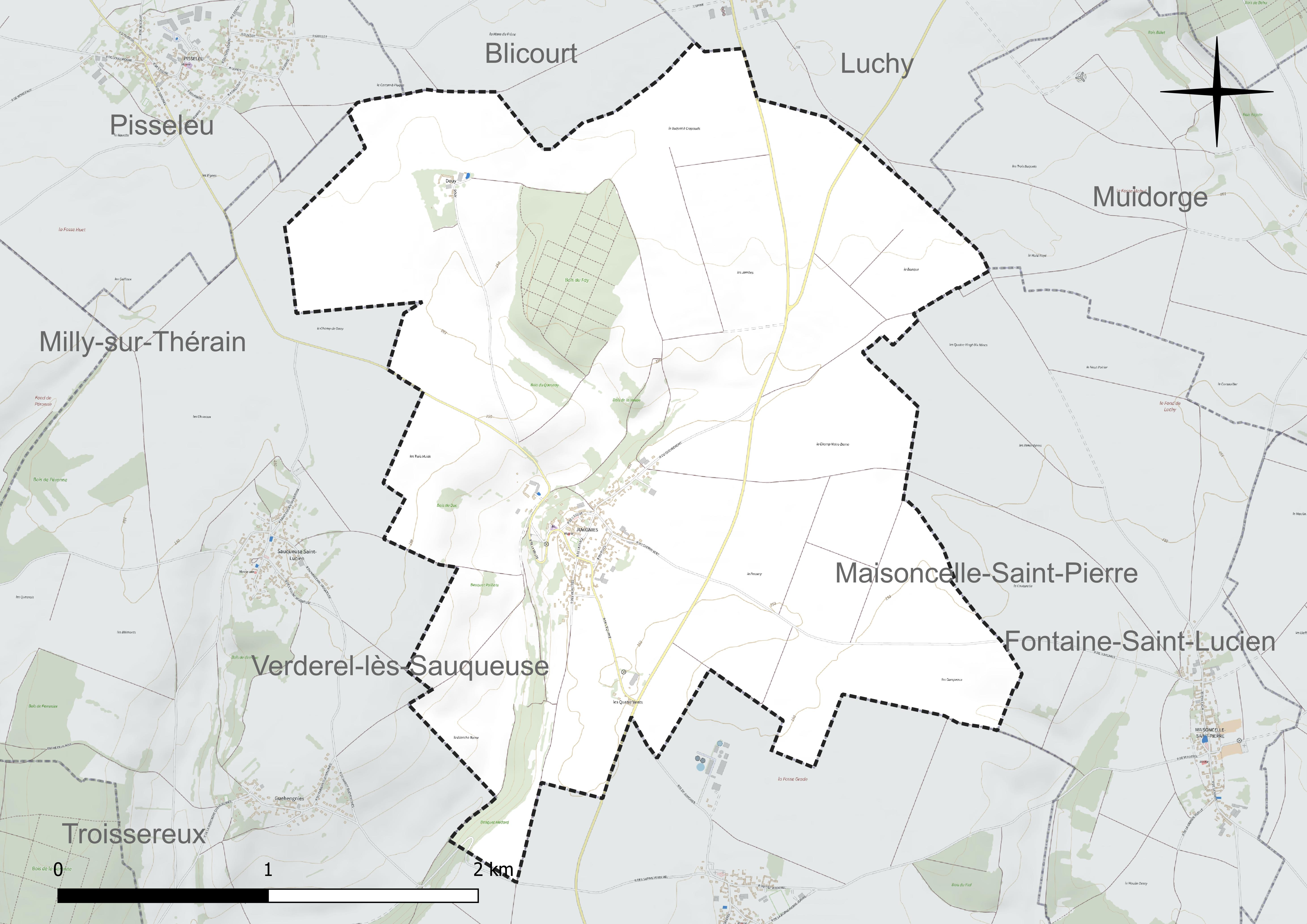
Réseau hydrographique de Juvignies.

### Climat
Pour des articles plus généraux, voir Climat des Hauts-de-France et Climat de l'Oise.
En 2010, le climat de la commune est de type climat océanique dégradé des plaines du Centre et du Nord, selon une étude du CNRS s'appuyant sur une série de données couvrant la période 1971-2000. En 2020, Météo-France publie une typologie des climats de la France métropolitaine dans laquelle la commune est exposée à un climat océanique et est dans la région climatique Nord-est du bassin Parisien, caractérisée par un ensoleillement médiocre, une pluviométrie moyenne régulièrement répartie au cours de l'année et un hiver froid (3 °C).
Pour la période 1971-2000, la température annuelle moyenne est de 10,4 °C, avec une amplitude thermique annuelle de 14,4 °C. Le cumul annuel moyen de précipitations est de 766 mm, avec 11,9 jours de précipitations en janvier et 8,4 jours en juillet. Pour la période 1991-2020, la température moyenne annuelle observée sur la station météorologique la plus proche, située sur la commune de Tillé à 6 km à vol d'oiseau, est de 11,0 °C et le cumul annuel moyen de précipitations est de 655,5 mm,. Pour l'avenir, les paramètres climatiques de la commune estimés pour 2050 selon différents scénarios d'émission de gaz à effet de serre sont consultables sur un site dédié publié par Météo-France en novembre 2022.

## Urbanisme

### Typologie
Au 1er janvier 2024, Juvignies est catégorisée commune rurale à habitat dispersé, selon la nouvelle grille communale de densité à sept niveaux définie par l'Insee en 2022.
Elle est située hors unité urbaine. Par ailleurs la commune fait partie de l'aire d'attraction de Beauvais, dont elle est une commune de la couronne,. Cette aire, qui regroupe 162 communes, est catégorisée dans les aires de 50 000 à moins de 200 000 habitants,.

### Occupation des sols

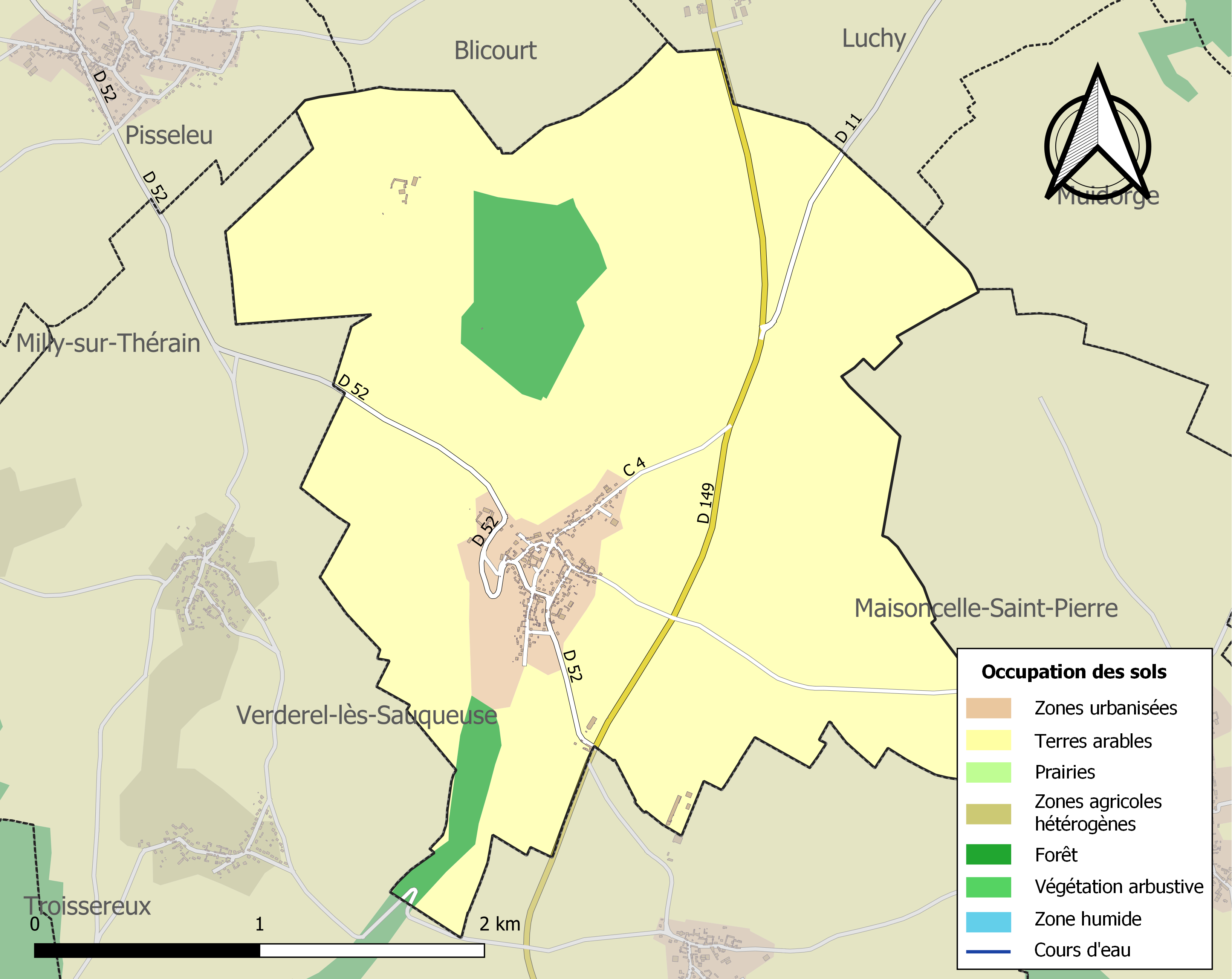
Carte des infrastructures et de l'occupation des sols de la commune en 2018 (CLC).

L'occupation des sols de la commune, telle qu'elle ressort de la base de données européenne d'occupation biophysique des sols Corine Land Cover (CLC), est marquée par l'importance des territoires agricoles (87,9 % en 2018), une proportion sensiblement équivalente à celle de 1990 (88 %). La répartition détaillée en 2018 est la suivante : terres arables (87,9 %), forêts (6,7 %), zones urbanisées (5,4 %). L'évolution de l'occupation des sols de la commune et de ses infrastructures peut être observée sur les différentes représentations cartographiques du territoire : la carte de Cassini (XVIIIe siècle), la carte d'état-major (1820-1866) et les cartes ou photos aériennes de l'IGN pour la période actuelle (1950 à aujourd'hui).

### Habitat et logement
En 2020, le nombre total de logements dans la commune était de 131, alors qu'il était de 127 en 2015 et de 117 en 2010.
Parmi ces logements, 90,8 % étaient des résidences principales, 7,6 % des résidences secondaires et 1,5 % des logements vacants. Ces logements étaient pour 92,4 % d'entre eux des maisons individuelles et pour 7,6 % des appartements.
Le tableau ci-dessous présente la typologie des logements à Juvignies en 2020 en comparaison avec celle de l'Oise et de la France entière. Une caractéristique marquante du parc de logements est ainsi une proportion de résidences secondaires et logements occasionnels (7,6 %) supérieure à celle du département (2,4 %) mais inférieure à celle de la France entière (9,7 %). Concernant le statut d'occupation de ces logements, 79 % des habitants de la commune sont propriétaires de leur logement (78,8 % en 2015), contre 61,4 % pour l'Oise et 57,5 pour la France entière.
| Typologie                                               | Juvignies | Oise | France entière |
| ------------------------------------------------------- | --------- | ---- | -------------- |
| Résidences principales (en %)                           | 90,8      | 90,5 | 82,1           |
| Résidences secondaires et logements occasionnels (en %) | 7,6       | 2,4  | 9,7            |
| Logements vacants (en %)                                | 1,5       | 7,1  | 8,2            |

### Voies de communication et transports
La commune est desservie par la RD 149 qui relie Beauvais à Crèvecœur-le-Grand, et, pour les transports en commun, en 2023, par la ligne 531, des lignes scolaires et le service de transport à la demande Corolis à la demande - Zone Centre du réseau Corolis, ainsi que par les lignes 615 et 616 du réseau interurbain de l'Oise.

## Toponymie
Le nom de la localité est attesté sous les formes Juvegnies (1148) ; Juveniacus (1157) ; Juveniacae (1157) ; Juvenioe (1169) ; Juvenies (1182) ; Juveignies (1190) ; in villa que vocatur Juveniis (XIIe) ; Juvegnie (1220) ; Jovigny (1225) ; Balduinus de Juvegnies (1255) ; Juvegnyes (1274) ; Juvegni (1292) ; Juvegny (XIIIe) ; Juevegny (XIIIe) ; Juvegnye (XVe) ; Juvigny (XVIe) ; Juvignies (1667).
Du nom romain Jovinius et du suffixe -acas (terras). Ce toponyme a subi le remplacement du suffixe -iacu par -iacas , suffixe récurrent dans le nord de la France qui a servi à former le nom de Juvignies, au diocèse de Beauvais, sur le nom de Saint Jovinus, chef de la milice romaine à Reims.

## Histoire

### Ancien Régime
Selon Louis Graves, « Le fief de Juvignies qui faisait partie très-anciennement du vidamé de Gerberoy, en fut démembré avec çeux de Sauqueuse, de Guehengnies, et avec beaucoup d'autres qui furent affectés à diverses abbayes ou établissements religieux; l'abbaye de Saint-Lucien eut entre autres choses dans ce partage les trois fiefs indiqués ci-dessus. Ils dépendaient alors de la paroisse de Verderel.
En 1148, l'abbaye de Saint-Lucien ayant reçu en donation une terre sise près de Juvignies, sous condition de bâtir une église dans le village, elle obtint à cet effet l'autorisation du concile provincial qui se tint à Soissons dans la même année; cette permission occasionna de vives réclamations.de la part de la cure de Verderel, et elle n'eut qu'un effet tardif, car ce fut seulement en l'année 1501 que l'église de. Juvignies put être consacrée par l'évêque de Beauvais Louis de Villers. L'évêque nommait à la cure. 
En 1588, Juvignies dépendait, ainsi que Verderel, de la grande seigneurie de Crevecœur qui appartenait alors. la maison de Gouffier ».
Au XVIIe siècle,  les habitants tissaient des toiles dites de ménage avec les chanvres récoltés dans les environs et filés dans les villages voisins ou réalisaient le peignage des laines.

### Époque contemporaine
En 1830, la commune est propriétaire du presbytère, d'une école, de sept hectares de terres en friche et d'une petite carrière de craie. Un moulin à vent se trouvaît près de la route départementale. Une grande partie de la population était occupée dans les ateliers et chantiers de Beauvais.
En 1877, la commune est propriétaire en plus de sa mairie. Le moulin à vent venait de cesser son activité, mais un four à chaux et une briqueterie fonctionnaient à Juvignies. Les habitants travaillaient toujours à Beauvais comme maçons ou charpentiers, ou avaient une activité agricole.

## Politique et administration

### Rattachements administratifs et électoraux

#### Rattachements administratifs
La commune se trouve  dans l'arrondissement de Beauvais du département de l'Oise.
Elle faisait partie depuis 1802 du canton de Nivillers. Dans le cadre du redécoupage cantonal de 2014 en France, cette circonscription administrative territoriale a disparu, et le canton n'est plus qu'une circonscription électorale.

#### Rattachements électoraux
Pour les élections départementales, la commune fait partie depuis 2014 du canton de Mouy
Pour l'élection des députés, elle fait partie de la première circonscription de l'Oise.

### Intercommunalité
Juvignies est membre de la communauté d'agglomération du Beauvaisis, un établissement public de coopération intercommunale (EPCI) à fiscalité propre créé en 2004 et auquel la commune a transféré un certain nombre de ses compétences, dans les conditions déterminées par le code général des collectivités territoriales.

### Liste des maires
| Période                                  | Période                   | Identité               | Étiquette | Qualité |
| ---------------------------------------- | ------------------------- | ---------------------- | --------- | --- |
| Les données manquantes sont à compléter. |                           |                        |           | |
|                                          |                           |                        |           | |
| avant 1867                               |                           | Irénée de Lorière      |           | |
|                                          |                           |                        |           | |
|                                          |                           | Jacques Dupont         |           | |
|                                          |                           |                        |           | |
| avant 1995                               | 1996                      | Jean Caulier           |           | |
| 1996                                     | En cours (au 6 juin 2023) | M. Dominique Devillers | Renais.   | Agriculteur retraité Vice-président de la CA du Beauvaisis (2004 → 2020) Vice-président du PETR du Grand Beauvaisis (2020 → ) Réélu pour le mandat 2020-2026 |

## Équipements et services publics

### Enseignement
Les enfants de la commune sont scolarisés avec ceux de Verderel-les-Sauqueuse dans le cadre d'un  regroupement pédagogique intercommunal qui, en 2022-2023, accueille 65 élèves répartis sur trois écoles : à Verderel, deux classes de 15 écoliers dont les trois niveaux de maternelle, la garderie et la cantine, à Juvignies, une classe de 23 et à Sauqueuse, une classe de 22 enfants

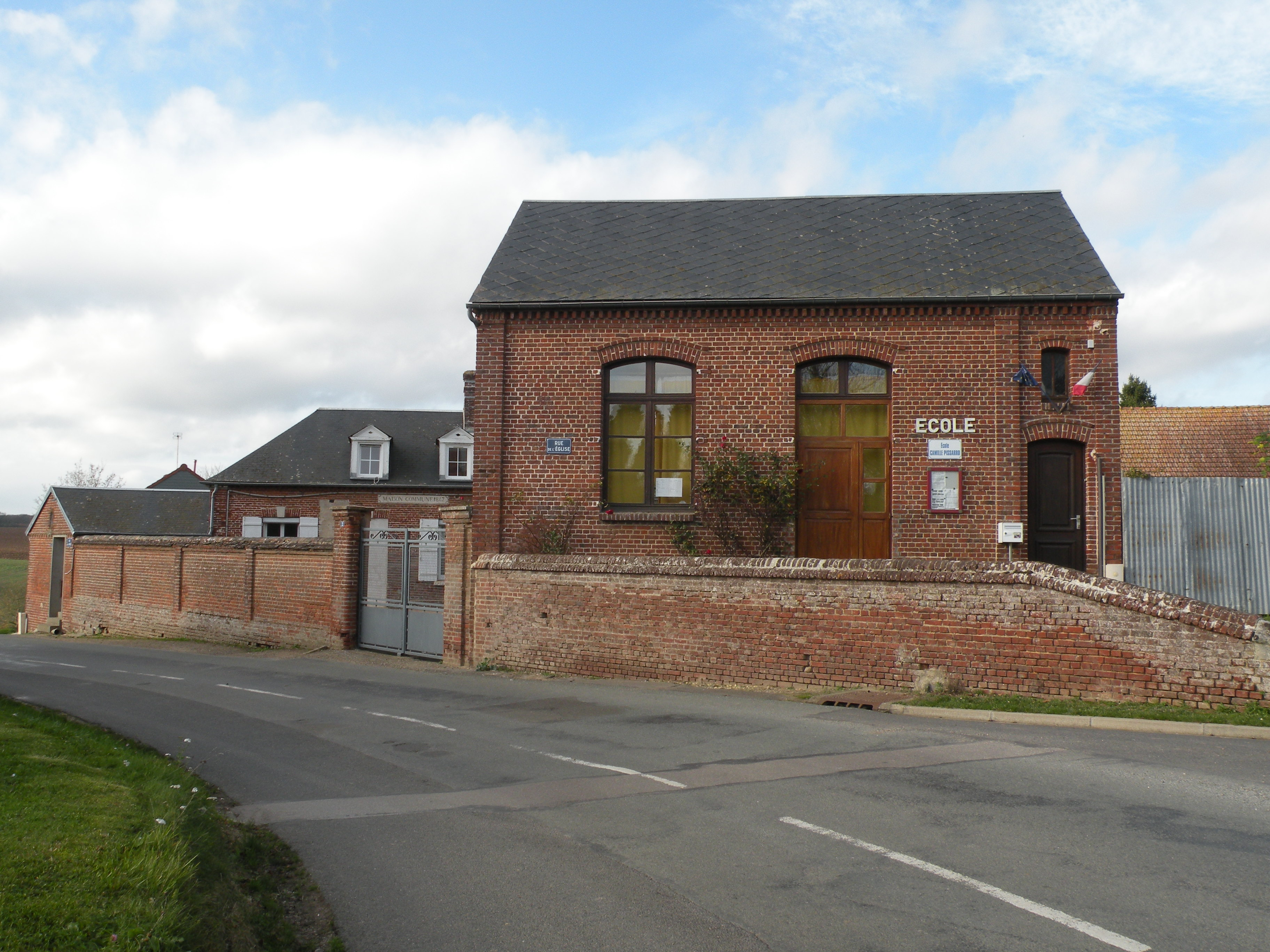
L'école en 2015.
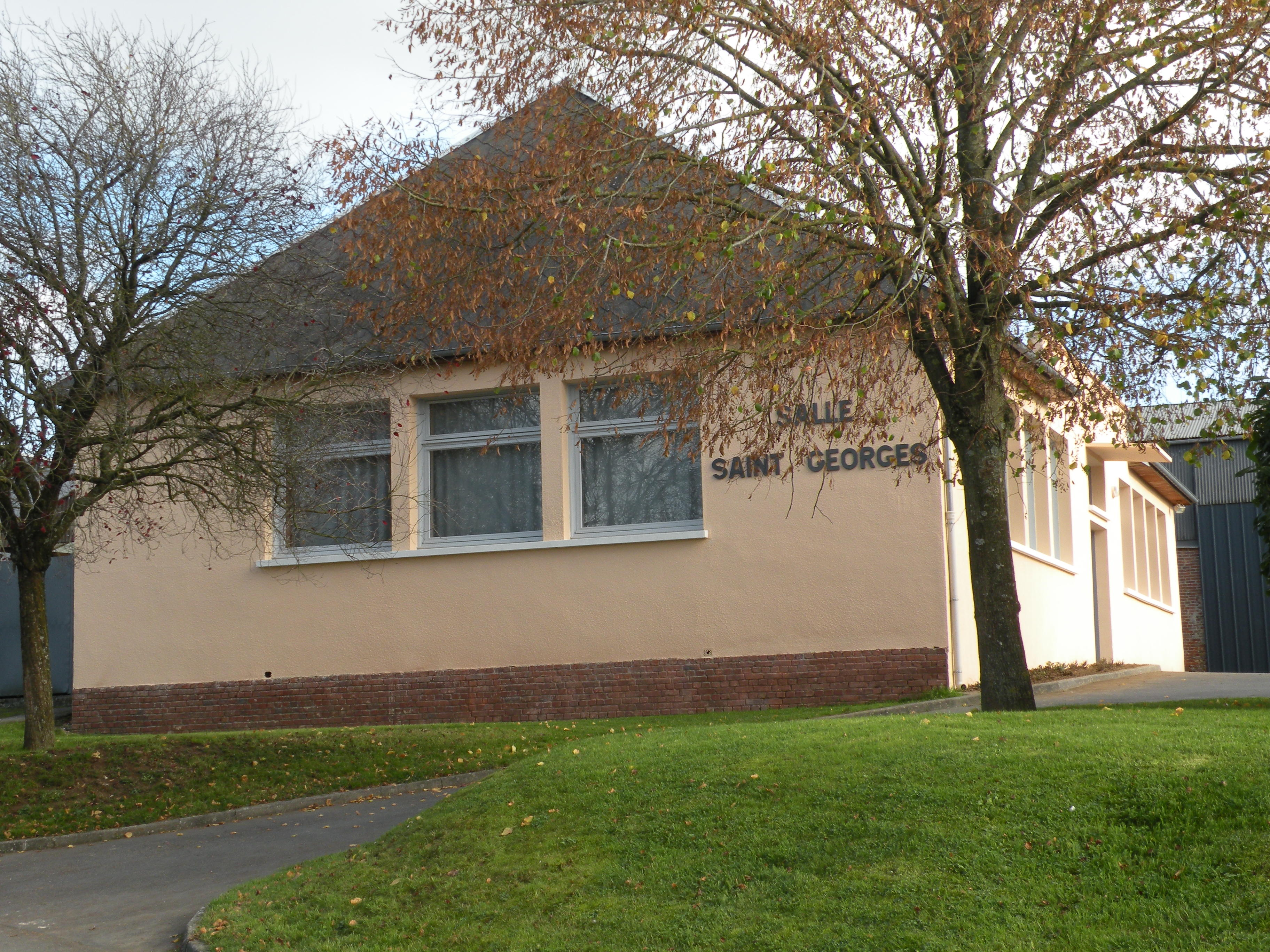
La salle Saint-Georges.

## Population et société

### Démographie

#### Évolution démographique
L'évolution du nombre d'habitants est connue à travers les recensements de la population effectués dans la commune depuis 1793. Pour les communes de moins de 10 000 habitants, une enquête de recensement portant sur toute la population est réalisée tous les cinq ans, les populations de référence des années intermédiaires étant quant à elles estimées par interpolation ou extrapolation. Pour la commune, le premier recensement exhaustif entrant dans le cadre du nouveau dispositif a été réalisé en 2005.

En 2022, la commune comptait 297 habitants, en évolution de −7,76 % par rapport à 2016 (Oise : +0,87 %, France hors Mayotte : +2,11 %).
| 1793 | 1800 | 1806 | 1821 | 1831 | 1836 | 1841 | 1846 | 1851 |
| ---- | ---- | ---- | ---- | ---- | ---- | ---- | ---- | ---- |
| 371  | 334  | 412  | 354  | 368  | 357  | 350  | 322  | 341  |

| 1856 | 1861 | 1866 | 1872 | 1876 | 1881 | 1886 | 1891 | 1896 |
| ---- | ---- | ---- | ---- | ---- | ---- | ---- | ---- | ---- |
| 320  | 299  | 276  | 277  | 276  | 260  | 264  | 277  | 280  |

| 1901 | 1906 | 1911 | 1921 | 1926 | 1931 | 1936 | 1946 | 1954 |
| ---- | ---- | ---- | ---- | ---- | ---- | ---- | ---- | ---- |
| 250  | 219  | 236  | 176  | 186  | 195  | 166  | 175  | 178  |

| 1962 | 1968 | 1975 | 1982 | 1990 | 1999 | 2005 | 2006 | 2010 |
| ---- | ---- | ---- | ---- | ---- | ---- | ---- | ---- | ---- |
| 195  | 195  | 162  | 210  | 265  | 277  | 288  | 284  | 290  |

| 2015 | 2020 | 2022 | - | - | - | - | - | - |
| ---- | ---- | ---- | - | - | - | - | - | - |
| 319  | 302  | 297  | - | - | - | - | - | - |

#### Pyramide des âges
La population de la commune est relativement jeune.
En 2018, le taux de personnes d'un âge inférieur à 30 ans s'élève à 33,5 %, soit en dessous de la moyenne départementale (37,3 %). À l'inverse, le taux de personnes d'âge supérieur à 60 ans est de 23,8 % la même année, alors qu'il est de 22,8 % au niveau départemental.
En 2018, la commune comptait 160 hommes pour 155 femmes, soit un taux de 50,79 % d'hommes, légèrement supérieur au taux départemental (48,89 %).
Les pyramides des âges de la commune et du département s'établissent comme suit.
| Hommes | Classe d’âge | Femmes |
| ------ | ------------ | ------ |
| 1,3    | 90 ou +      | 0,7    |
| 5,2    | 75-89 ans    | 8,7    |
| 17,0   | 60-74 ans    | 14,8   |
| 23,5   | 45-59 ans    | 23,5   |
| 18,3   | 30-44 ans    | 20,1   |
| 13,7   | 15-29 ans    | 15,4   |
| 20,9   | 0-14 ans     | 16,8   |

| Hommes | Classe d’âge | Femmes |
| ------ | ------------ | ------ |
| 0,5    | 90 ou +      | 1,4    |
| 5,5    | 75-89 ans    | 7,6    |
| 15,6   | 60-74 ans    | 16,3   |
| 20,8   | 45-59 ans    | 20     |
| 19,4   | 30-44 ans    | 19,4   |
| 17,6   | 15-29 ans    | 16,2   |
| 20,6   | 0-14 ans     | 19,1   |

## Culture locale et patrimoine

### Lieux et monuments

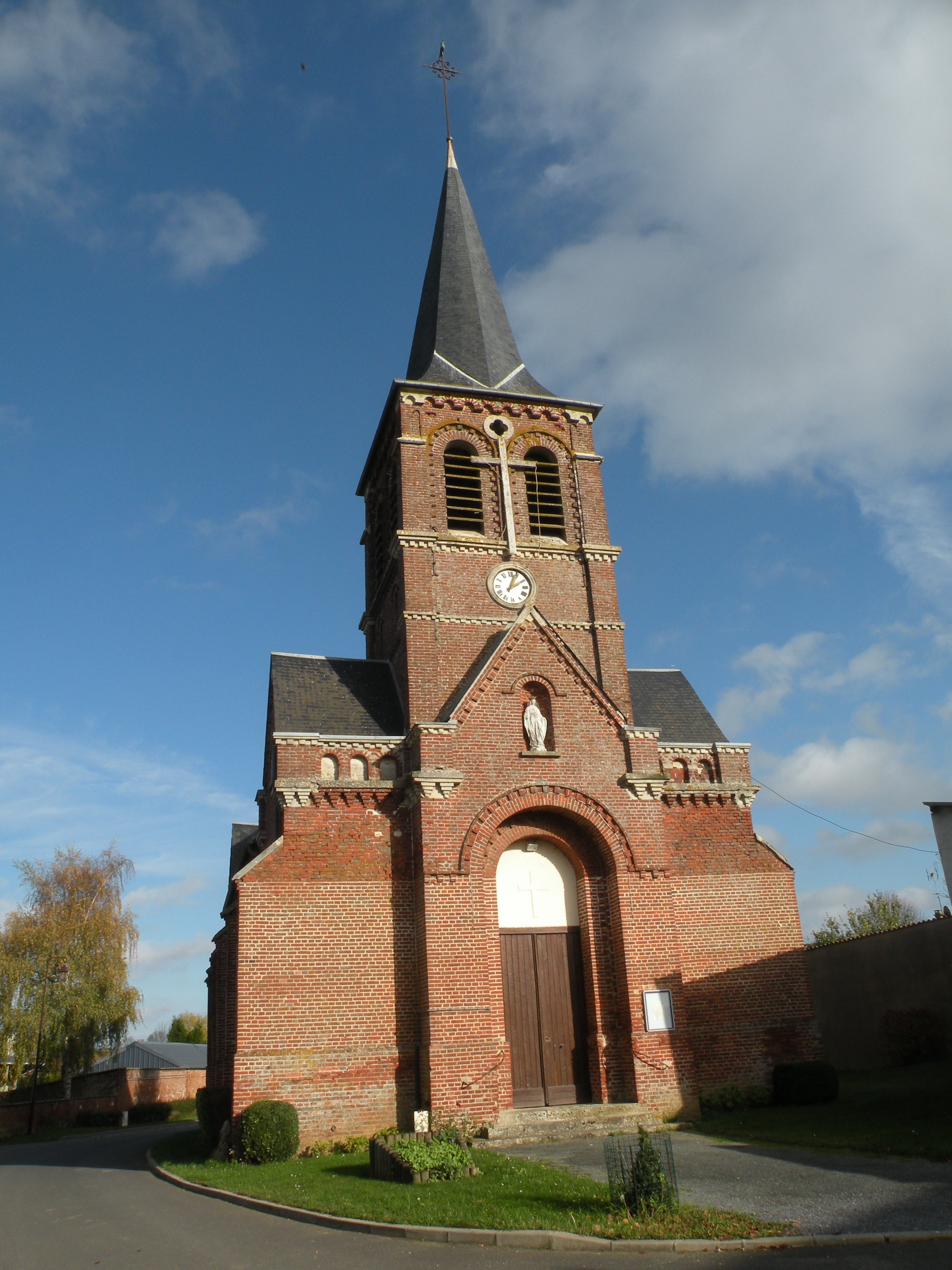
L'église Notre-Dame.

- Église Notre-Dame, située dans le centre de Juvignies. Elle a été construite en 1856 en briques sur les plans de l'architecte beauvaisien Auxcousteaux en  style néo-roman.

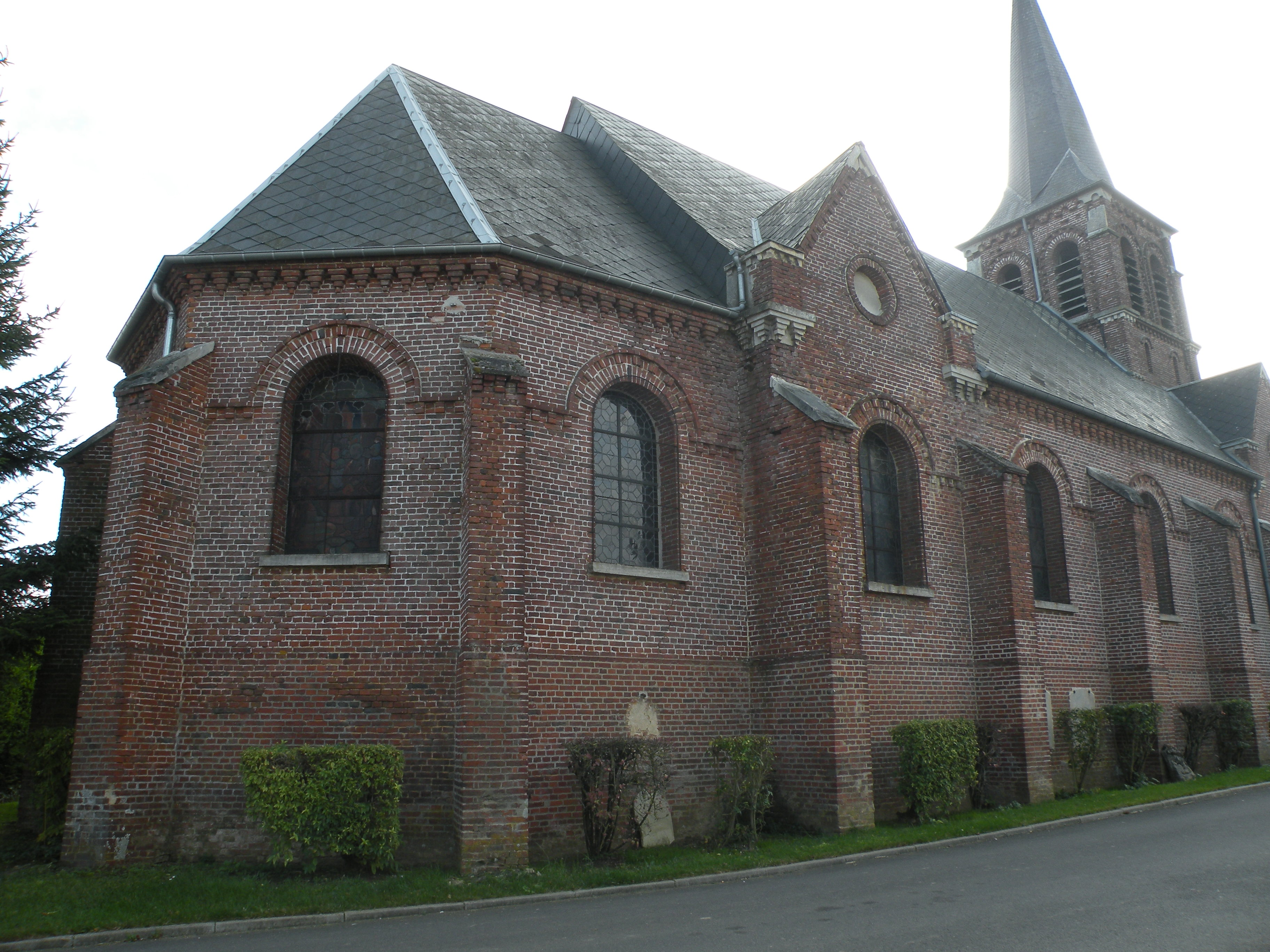
Chevet de l'église Notre-Dame.
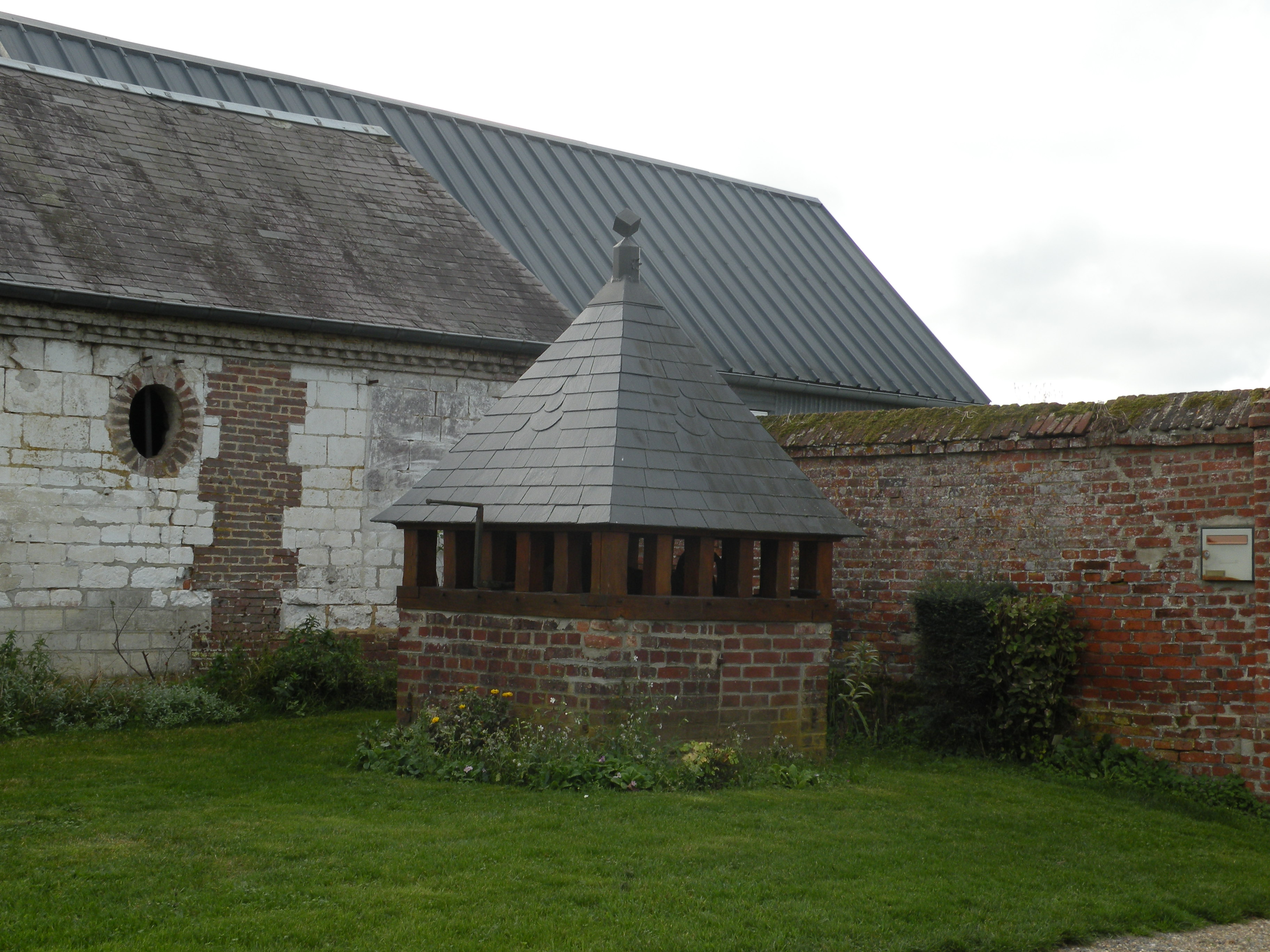
Ancien puits.
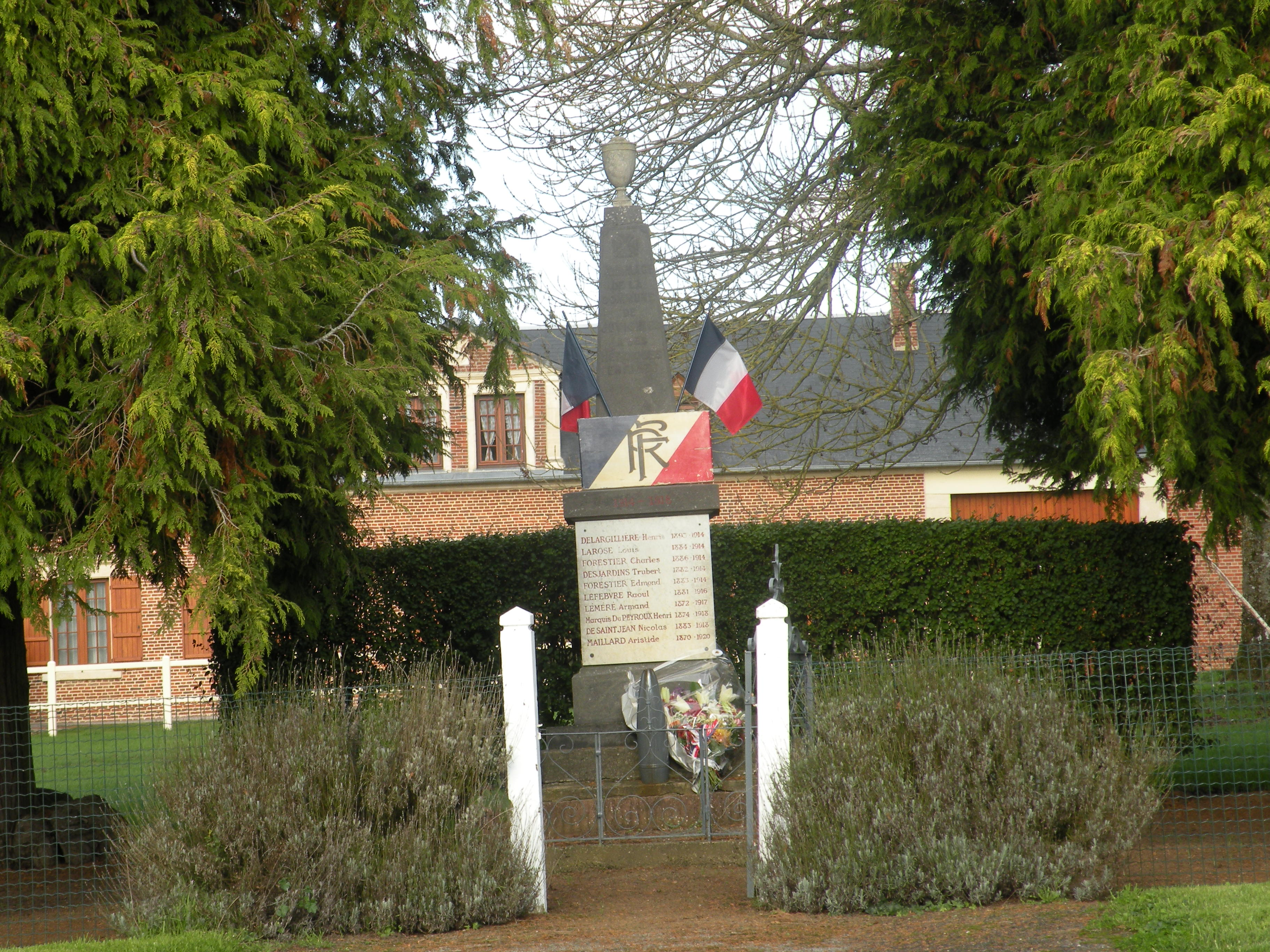
Monument aux morts.